# Albert Bergström
För den något senare politikern och byråföreståndaren för Arbetsförmedlingen med samma namn, se Albert Bergström (född 1869)
Albert Bergström i riksdagen kallad Bergström i Bosjön, född 24 april 1847 i Färnebo socken, Värmlands län, död 7 maj 1928 i Villa Ekman på Djursholm, var en svensk brukspatron och politiker. År 1905 blev han riddare av Kungl. Nordstjärneorden. 
Bergström var son till brukspatron Olof Bergström på Finnshyttan och Brita Catharina Nilsdotter i Persberg. Han var gift med Maria Dahl (1853–1922), tillhörande släkten Dahl, dotter till godsägare Carl Georg Dahl och Maria Carolina Clementia Hasselblad. De hade tolv barn, bland dem miniatyrkonstnären Berith Bergström, jägmästaren Bele Bergström och civilingenjören Hilding Bergström.
Bergström var ritare, konstruktör och byggmästare vid vattenverk 1867–1869. Han konstruerade gasgeneratorer 1869–1870 och var ingenjör vid Hoforsverken 1872. Han konstruerade och utförde Avesta järnverksanläggning 1873–1875 och var därefter förvaltare vid järnverket fram till 1874 då han blev brukspatron på Bosjö bruk i Värmland, som tidigare tillhört hustruns släkt.
Bergström var ledamot av första kammaren 1901–1904 samt den 20 mars 1905–1911, invald i Värmlands läns valkrets. Han var suppleant i konstitutionsutskottet 1907 och 1911. Partipolitiskt tillhörde Bergström 1902 till 1904 och från 1905 till 1909 Första kammarens protektionistiska parti och 1910 till 1911 det förenade högerpartiet. Han skrev i riksdagen 26 egna motioner bl.a. om bättre tillvaratagande av statens skogar, bättre kommunikationer i Norrland, exportavgifter på malm, byggande av ett statligt härnverk vid inlandsbanan och statsbana till Karungi i Norrbotten. Flera motioner gällde införande av kvinnlig rösträtt.
Makarna Bergström är begravda på Solna kyrkogård.

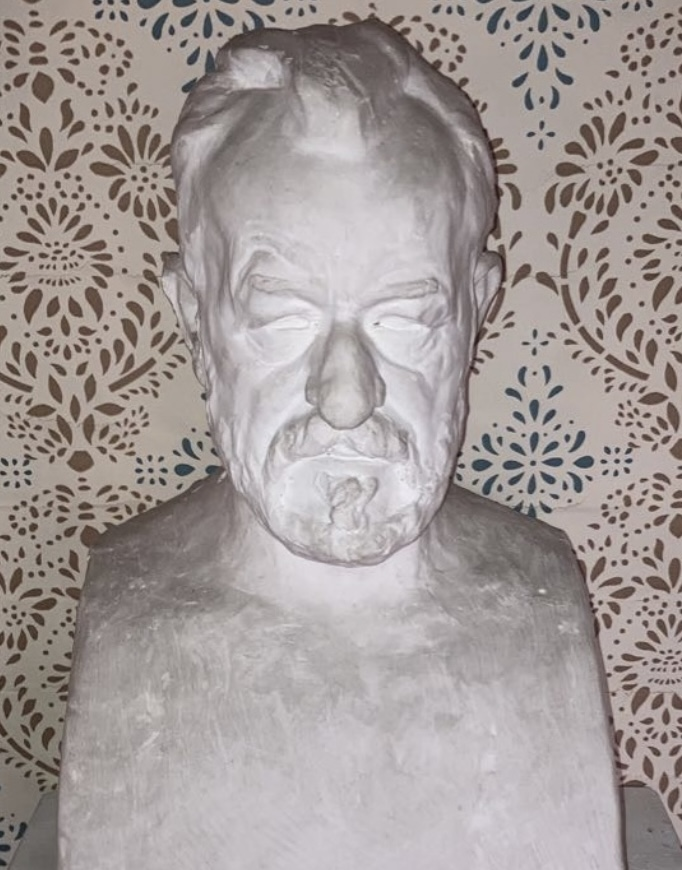
Byst föreställande Bergström.